# La Vengeance de la sirène
Pour plus de détails, voir Fiche technique et Distribution.
La Vengeance de la sirène (人魚伝説, Ningyo densetsu), aussi connu sous le nom La Légende de la sirène, est un film japonais réalisé par Toshiharu Ikeda, sorti en 1984.

## Synopsis
Migiwa Saeki et son mari Keisuke, exercent leur métier de pêcheurs dans un modeste village côtier. Keisuke est assassiné en raison de son opposition farouche à un projet immobilier. Laissée pour morte par les assassins, Migiwa parvient à s'échapper et trouve un abri parmi les prostituées de l'île de Wakatano, avant de se lancer dans une impitoyable quête de vengeance.

## Fiche technique
Sauf indication contraire, les informations mentionnées dans cette section peuvent être confirmées par la base de données cinématographiques IMDb,  présente dans la section « Liens externes ».
- Titre : La Vengeance de la sirène[1]
- Titre alternatif : La Légende de la sirène[2]
- Titre original : 人魚伝説, Ningyo densetsu
- Réalisation : Toshiharu Ikeda
- Scénario : Takuya Nishioka (ja), d'après un manga de Kazuhiko Miyaya (ja)
- Musique : Toshiyuki Honda
- Photographie : Yonezō Maeda
- Prises de vues sous-marines : Ikuo Nakamura
- Décors : Fumio Ogawa
- Montage : Akimasa Kawashima (ja)
- Société de production : Art Theatre Guild
- Société de distribution (France) : Carlotta Films depuis 2025
- Pays de production : Japon
- Langue originale : japonais
- Format : couleurs - 1,37:1 - 35 mm
- Genre : horreur, drame
- Durée : 110 minutes
- Dates de sortie :
  - Japon : 14 avril 1984[3]
  - France : 5 février 2025 (version restaurée 2K)

## Distribution
- Mari Shirato (ja) : Migiwa Saeki
- Jun Etō (ja) : Keisuke Saeki
- Kentarō Shimizu (ja) : Shōhei Miyamoto
- Seiji Miyaguchi : Tatsuo Miyamoto, le père de Shōhei
- Junko Miyashita (en) : Natsuko
- Yoshirō Aoki (ja) : Terumasa Miyamoto
- Takashi Kanda (ja) : l'avocat Hanaoka
- Hiroko Seki : Nobu

## Récompenses
- Festival du film de Yokohama 1985 : meilleur réalisateur, meilleure actrice (Mari Shirato) et meilleure photographie (Yonezō Maeda)[4]